# Luminița-Pachel Adam
Luminița-Pachel Adam (n. 22 februarie 1966

) este un deputat român, ales în 2012 pe listele PP-DD. Din 2016, deputatul Luminița-Pachel Adam a trecut la grupul parlamentar al Partidului Social Democrat. 
În cadrul activității sale parlamentare, Luminița-Pachel Adam a fost membru în grupurile parlamentare de prietenie cu Republica Populară Chineză, Republica Polonă, Statul Israel și Republica Filipine. Luminița-Pachel Adam a înregistrat 44 de luări de cuvânt în 36 de ședințe parlamentare. Luminița-Pachel Adam a inițiat 109 propuneri legislative din care 18 au fost promulgate legi. 